# Reue

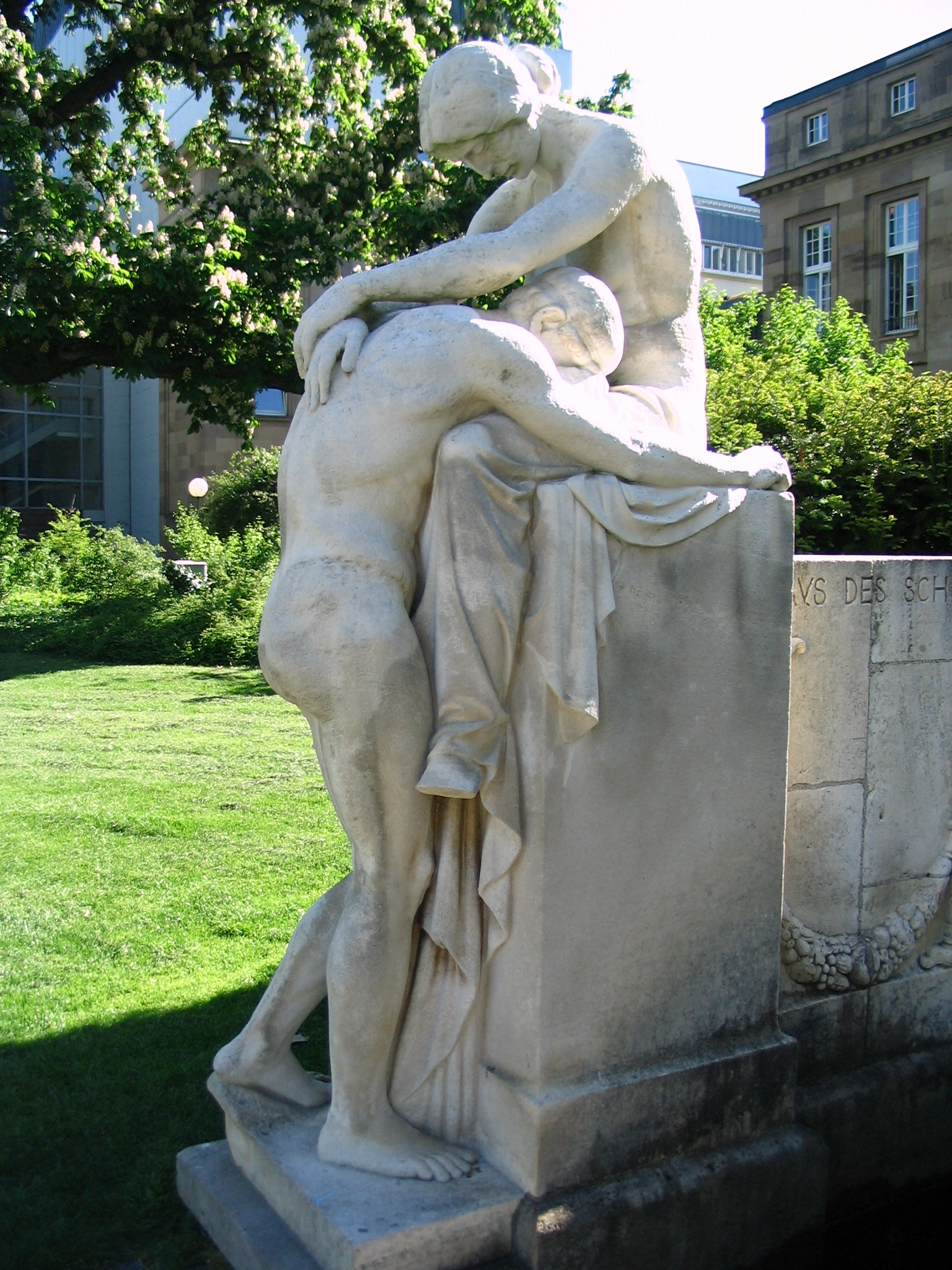
Die Allegorie des Leids am Schicksalsbrunnen in Stuttgart

Der Begriff Reue bezeichnet das Gefühl – in besonderen Fällen ein Affekt – der Unzufriedenheit, der Abscheu, des Schmerzes und Bedauerns über das eigene fehlerhafte Tun und Lassen, verbunden mit dem Bewusstsein (oder der Empfindung) von dessen Unwert und Unrecht sowie mit dem Willensvorsatz zur eventuellen Genugtuung und Besserung.
Reue unterscheidet sich von Bedauern darin, dass Menschen Dinge bedauern, die außerhalb ihrer Kontrolle liegen. Reue ist verbunden mit einem  Verantwortungsgefühl für die Situation.

## Einzelaspekte
Der Begriff Reue hat in vielen Bereichen (psychologisch, juristisch, philosophisch, theologisch usw.) eine besondere Bedeutung.

### Recht
In der Rechtswissenschaft hat der moralische Begriff der Reue in der sogenannten tätigen Reue Einzug gefunden. Die tätige Reue lässt im deutschen Strafrecht die Strafbarkeit bestimmter Taten entfallen. Der Rücktritt vom Versuch eine Straftat zu begehen oder die Verhinderung der eigenen geplanten Tat bewirkt nach § 24 StGB Straflosigkeit.
Das Eingeständnis einer Reue wegen falscher Rechtsanwendung ist die judikative Reue.
Der Begriff ist auch ein wichtiger Aspekt in so genannten Wahrheitskommissionen, wie sie in den 1990er Jahren in vielen Ländern eingerichtet wurden, um politische Verbrechen aufzuklären und teilweise auch zu amnestieren.

### Psychologie
Reue ist hier auch das nachhaltige Bedauern einer eigenen Schuld wegen einer Tat oder Unterlassung, die ihr Urheber im Nachhinein als verwerflich beurteilt und sich selber vorwirft. Etwas zu bereuen ist nicht damit zu verwechseln, dass man sich wegen einer Handlung schämt.
Die erste Reaktion auf dieses Gefühl ist in der Regel ein Rückzug aus dem Kontakt mit anderen. Wenn man sich auf Grund von Schuldgefühlen zurückzieht, verliert man den Kontakt zu anderen. Wenn dies erlaubt, die Folgen der eigenen Tat vollständig wahrzunehmen, entsteht eine Öffnung für Reue. Durch die Reue wird die Bitte um Entschuldigung leichter annehmbar.
Einige Menschen mit Persönlichkeitsstörungen, unter anderem mit Soziopathie bzw. Psychopathie oder einer antisozialen Persönlichkeitsstörung, sind nicht oder kaum zur Reue fähig.

### Theologie
Prinzipiell kann man die Reue des Menschen und die Reue Gottes unterscheiden.
Zur Reue des Menschen: Viele Religionen bieten die Buße als Möglichkeit, durch Handeln eine bereute Tat wiedergutzumachen. In der katholischen Kirche ist die Reue der wichtigste Akt des Beichtenden. Sie ist „der Seelenschmerz und der Abscheu über die begangene Sünde, verbunden mit dem Vorsatz, fortan nicht zu sündigen“ (Konzil von Trient). Man unterscheidet zwischen vollkommener Reue, die aus dem Bewusstsein heraus erfolgt, durch die Sünde Gott beleidigt zu haben, und unvollkommener Reue, die aus Angst vor zeitlicher oder ewiger Strafe erfolgt.
Zur Reue Gottes: Gott bereut z. B. die Erschaffung des Menschen (Gen 6,6) und lässt daher die Sintflut kommen. Ein weiteres Beispiel ist Gottes Erwählung von Saul zum König, die er in 1Sam 15 bereut. Diese beiden Stellen sind die einzigen im Alten Testament, die Reue als Bedauern über eine vergangene Handlung Gottes zum Ausdruck bringen. Alle anderen Stellen sind nicht retrospektiv, sondern auf zukünftige Handlungen ausgerichtet. Gott kann auch seine Gerichts- oder Strafandrohungen bereuen (z. B. Ex 32,14; Jer 42,10), besonders dann, wenn Menschen ihre Fehler einsehen und sich ihm wieder zuwenden (Jer 18,8; 26,3.13; Jo 2,13; Jon 3,10).